# Smolensker Komitee
Das  Smolensker Komitee  (zeitweise auch gelistet als Wlassow-Komitee) war ein am 27. Dezember 1942 in Smolensk gegründeter Zusammenschluss von sowjetischen Militärs und Politikern, die zur Kooperation mit den deutschen Behörden und Truppen bereit waren.
Obwohl Adolf Hitler die auf deutsche Initiative hin gegründete Gruppe ignorierte, wurde sie von hohen deutschen Offizieren gefördert, so auch von Oberst Helmuth Stieff und Claus Schenk Graf von Stauffenberg. Im Frühjahr 1943 konnte General Wlassow von der Russischen Befreiungsarmee (ROA) gewonnen werden, ein „Smolensker Manifest“ zu verfassen, in dem zum Kampf gegen Stalin aufgefordert wurde. Dieses Manifest wurde hinter den sowjetischen Linien abgeworfen. Am 8. Juni 1943 verbot Adolf Hitler weitere Aktivitäten des Komitees.